# Intercom Bernay Terres de Normandie
Intercom Bernay Terres de Normandie est une communauté de communes française, située dans le département de l'Eure et dans la région Normandie.

## Historique
Dans le cadre des dispositions de la loi portant nouvelle organisation territoriale de la République du 7 août 2015, qui prévoit que les établissements publics de coopération intercommunale (EPCI) à fiscalité propre doivent avoir un minimum de 15 000 habitants, Intercom Bernay Terres de Normandie est constitué par la fusion des communautés de communes suivantes, :
- communauté de communes du canton de Broglie (20 communes) ;
- communauté de communes de Bernay et ses environs (14 communes) ;
- communauté de communes rurales du canton de Brionne (22 communes) ;
- communauté de communes du canton de Beaumesnil (2 communes, totalisant moins de 5 000 habitants) ;
- communauté de communes Intercom Risle et Charentonne (24 communes), constituée en 2014 par la fusion des Intercom du Pays Beaumontais et de la communauté de communes de la Risle-Charentonne.

Selon le schéma départemental de coopération intercommunale, cette fusion permet d’approfondir les liens de solidarité déjà existants entre ces intercommunalités et faciliter la prise en charge d'enjeux « difficiles à gérer pour des collectivités émiettées : développement économique et insertion des jeunes, mobilité et désenclavement numérique, désertification médicale, prise en charge de l’autonomie des personnes âgées, accès aux services publics et développement des équipements publics » en arrimant les territoires les plus excentrés au bassin de vie de Bernay et « et valoriser au mieux les atouts de ce territoire qui compte deux zones de revitalisation rurale ».

## Territoire communautaire

### Géographie
Située dans l'ouest du département de l'Eure, la communauté de communes Intercom Bernay Terres de Normandie regroupe 75 communes et s'étend sur 916,9 km2.

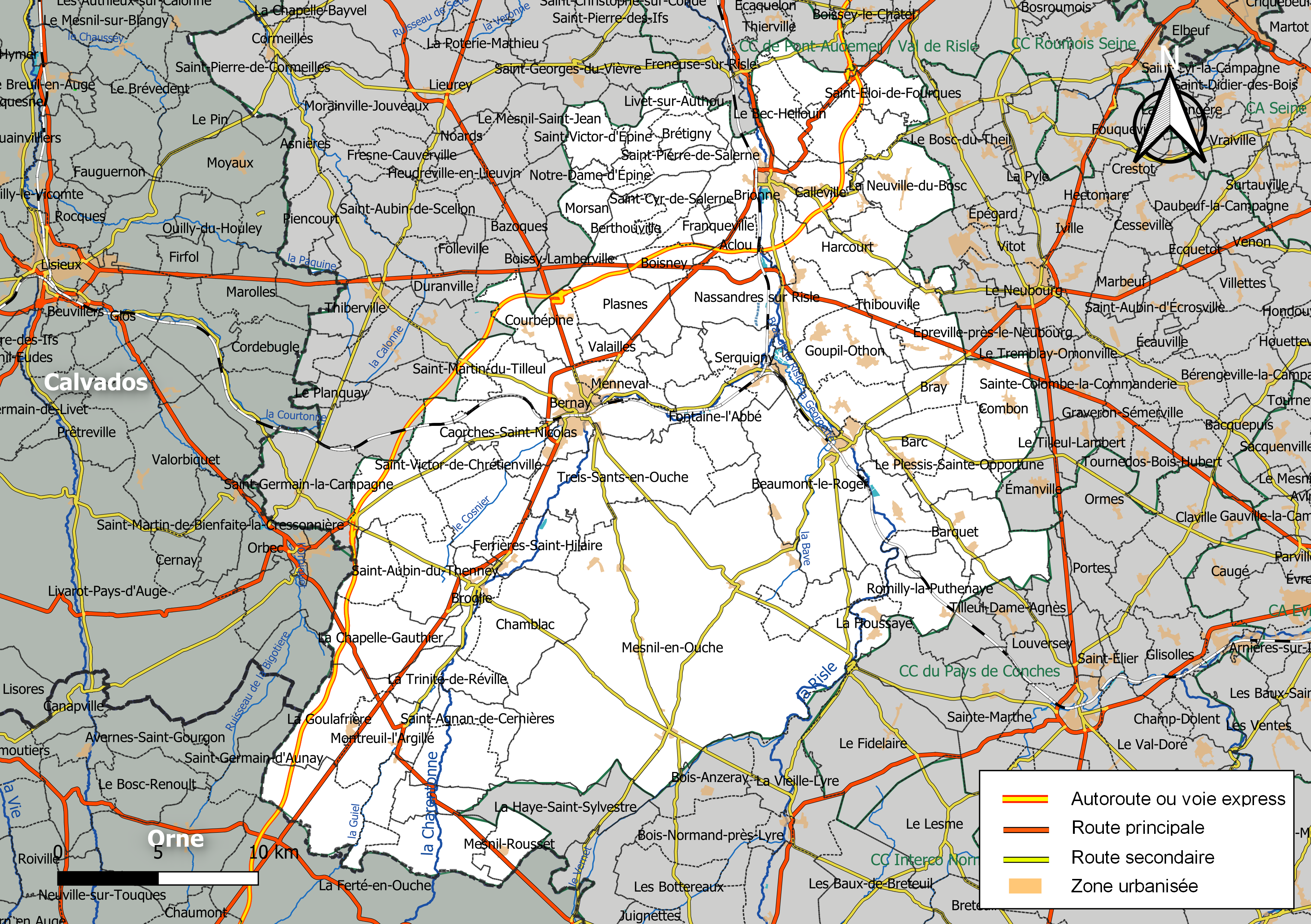
Carte de la communauté de communes Intercom Bernay Terres de Normandie au 1er janvier 2019.

### Composition
En 2023, la communauté de communes est composée des 75 communes suivantes :

| Nom                           | Code Insee | Gentilé             | Superficie (km2) | Population (dernière pop. légale) | Densité (hab./km2) |
| ----------------------------- | ---------- | ------------------- | ---------------- | --------------------------------- | ------------------ |
| Bernay (siège)                | 27056      | Bernois             | 24,03            | 9 801 (2022)                      | 408                |
| Aclou                         | 27001      | Aclouais            | 3,7              | 345 (2022)                        | 93                 |
| Barc                          | 27037      | Barcois             | 11,35            | 1 168 (2022)                      | 103                |
| Barquet                       | 27040      | Barquetais          | 13,68            | 449 (2022)                        | 33                 |
| Beaumont-le-Roger             | 27051      | Beaumontais         | 36,42            | 2 767 (2022)                      | 76                 |
| Beaumontel                    | 27050      | Beaumontelois       | 11,63            | 634 (2022)                        | 55                 |
| Le Bec-Hellouin               | 27052      | Bexiens             | 9,55             | 378 (2022)                        | 40                 |
| Berthouville                  | 27061      | Berthouvillais      | 7,53             | 336 (2022)                        | 45                 |
| Berville-la-Campagne          | 27063      | Bervillois          | 8,68             | 265 (2022)                        | 31                 |
| Boisney                       | 27074      | Boisneyens          | 5,76             | 287 (2022)                        | 50                 |
| Bosrobert                     | 27095      | Bosrobertois        | 9,21             | 671 (2022)                        | 73                 |
| Bray                          | 27109      | Braylois            | 5,85             | 400 (2022)                        | 68                 |
| Brétigny                      | 27113      | Brétignaciens       | 5,4              | 142 (2022)                        | 26                 |
| Brionne                       | 27116      | Brionnais           | 16,77            | 4 220 (2022)                      | 252                |
| Broglie                       | 27117      | Brogliens           | 7,96             | 1 035 (2022)                      | 130                |
| Calleville                    | 27125      | Callevillais        | 8,57             | 661 (2022)                        | 77                 |
| Caorches-Saint-Nicolas        | 27129      | Caorchais           | 11,78            | 603 (2022)                        | 51                 |
| Capelle-les-Grands            | 27130      | Capellais           | 13,39            | 426 (2022)                        | 32                 |
| Chamblac                      | 27138      | Chamblacais         | 20,9             | 359 (2022)                        | 17                 |
| La Chapelle-Gauthier          | 27148      | Chapellois          | 16,43            | 406 (2022)                        | 25                 |
| Combon                        | 27164      | Combonnais          | 16,3             | 822 (2022)                        | 50                 |
| Corneville-la-Fouquetière     | 27173      | Cornefouquois       | 3,99             | 123 (2022)                        | 31                 |
| Courbépine                    | 27179      | Courbépinais        | 11,91            | 725 (2022)                        | 61                 |
| Écardenville-la-Campagne      | 27210      | Écardenvillais      | 7,4              | 446 (2022)                        | 60                 |
| Ferrières-Saint-Hilaire       | 27239      | Ferriérois          | 9,84             | 428 (2022)                        | 43                 |
| Fontaine-l'Abbé               | 27251      | Fontenois           | 13,23            | 567 (2022)                        | 43                 |
| Franqueville                  | 27266      | Franquevillais      | 3,03             | 304 (2022)                        | 100                |
| La Goulafrière                | 27289      | Goulafriérois       | 14,38            | 169 (2022)                        | 12                 |
| Goupil-Othon                  | 27290      |                     | 14,8             | 1 254 (2022)                      | 85                 |
| Grand-Camp                    | 27295      | Grand-Campois       | 14,11            | 458 (2022)                        | 32                 |
| Grosley-sur-Risle             | 27300      | Grosleyens          | 13,18            | 525 (2022)                        | 40                 |
| Harcourt                      | 27311      | Harcourtois         | 15,2             | 1 076 (2022)                      | 71                 |
| La Haye-de-Calleville         | 27318      | Hayais-Callevillais | 2,95             | 252 (2022)                        | 85                 |
| Hecmanville                   | 27325      | Hecmanvillais       | 2,99             | 197 (2022)                        | 66                 |
| La Houssaye                   | 27345      | Houssayens          | 4,25             | 206 (2022)                        | 48                 |
| Launay                        | 27364      | Launayens           | 2,26             | 180 (2022)                        | 80                 |
| Livet-sur-Authou              | 27371      | Livetais            | 3,9              | 165 (2022)                        | 42                 |
| Malleville-sur-le-Bec         | 27380      | Mallevillais        | 6,98             | 269 (2022)                        | 39                 |
| Mélicourt                     | 27395      | Mélicourtois        | 6,4              | 92 (2022)                         | 14                 |
| Menneval                      | 27398      | Mennevalais         | 6,63             | 1 532 (2022)                      | 231                |
| Mesnil-en-Ouche               | 27049      |                     | 165,4            | 4 441 (2022)                      | 27                 |
| Mesnil-Rousset                | 27404      | Mesnil-Roussetais   | 7,22             | 84 (2022)                         | 12                 |
| Montreuil-l'Argillé           | 27414      | Montreuillais       | 13,72            | 788 (2022)                        | 57                 |
| Morsan                        | 27418      | Morsanais           | 4,83             | 122 (2022)                        | 25                 |
| Nassandres sur Risle          | 27425      |                     | 25,58            | 2 291 (2022)                      | 90                 |
| La Neuville-du-Bosc           | 27432      | Neuvillois          | 14,45            | 713 (2022)                        | 49                 |
| Neuville-sur-Authou           | 27433      | Neuvillais          | 5,54             | 192 (2022)                        | 35                 |
| Notre-Dame-d'Épine            | 27441      |                     | 1,7              | 69 (2022)                         | 41                 |
| Notre-Dame-du-Hamel           | 27442      | Hamelliens          | 13,58            | 188 (2022)                        | 14                 |
| Le Noyer-en-Ouche             | 27444      | Noyerois            | 10,9             | 206 (2022)                        | 19                 |
| Plainville                    | 27460      | Plainvillois        | 6,41             | 206 (2022)                        | 32                 |
| Plasnes                       | 27463      | Plasnais            | 16,06            | 728 (2022)                        | 45                 |
| Le Plessis-Sainte-Opportune   | 27466      |                     | 11,37            | 355 (2022)                        | 31                 |
| Romilly-la-Puthenaye          | 27492      | Romillons           | 11,85            | 329 (2022)                        | 28                 |
| Rouge-Perriers                | 27498      |                     | 4,12             | 368 (2022)                        | 89                 |
| Saint-Agnan-de-Cernières      | 27505      | Agnanais            | 7,42             | 154 (2022)                        | 21                 |
| Saint-Aubin-du-Thenney        | 27514      | Saint-Aubinois      | 13,96            | 350 (2022)                        | 25                 |
| Saint-Cyr-de-Salerne          | 27527      | Saint-Cyriens       | 6,38             | 206 (2022)                        | 32                 |
| Saint-Denis-d'Augerons        | 27530      |                     | 4,27             | 77 (2022)                         | 18                 |
| Saint-Éloi-de-Fourques        | 27536      | Éligiens            | 7,23             | 548 (2022)                        | 76                 |
| Saint-Jean-du-Thenney         | 27552      | Thennesiens         | 8,31             | 214 (2022)                        | 26                 |
| Saint-Laurent-du-Tencement    | 27556      | Laurentins          | 2,76             | 66 (2022)                         | 24                 |
| Saint-Léger-de-Rôtes          | 27557      | Légerôtois          | 6,46             | 456 (2022)                        | 71                 |
| Saint-Martin-du-Tilleul       | 27569      |                     | 5,15             | 245 (2022)                        | 48                 |
| Saint-Paul-de-Fourques        | 27584      |                     | 4,03             | 268 (2022)                        | 67                 |
| Saint-Pierre-de-Cernières     | 27590      | Sarnieriens         | 11,62            | 235 (2022)                        | 20                 |
| Saint-Pierre-de-Salerne       | 27592      |                     | 6,92             | 231 (2022)                        | 33                 |
| Saint-Victor-d'Épine          | 27609      | Saint-Victoriens    | 7,89             | 337 (2022)                        | 43                 |
| Saint-Victor-de-Chrétienville | 27608      | Christovictoriens   | 5,81             | 439 (2022)                        | 76                 |
| Serquigny                     | 27622      | Serquignaçais       | 11,4             | 1 772 (2022)                      | 155                |
| Thibouville                   | 27630      | Thibouvillais       | 8,83             | 326 (2022)                        | 37                 |
| Treis-Sants-en-Ouche          | 27516      |                     | 30,73            | 1 334 (2022)                      | 43                 |
| La Trinité-de-Réville         | 27660      | Trinirévillais      | 11,15            | 244 (2022)                        | 22                 |
| Valailles                     | 27667      | Valaillais          | 5,37             | 409 (2022)                        | 76                 |
| Verneusses                    | 27680      |                     | 16,15            | 180 (2022)                        | 11                 |

### Démographie
| 1968   | 1975   | 1982   | 1990   | 1999   | 2009   | 2014   | 2020   |
| ------ | ------ | ------ | ------ | ------ | ------ | ------ | ------ |
| 47 129 | 48 489 | 49 938 | 49 972 | 51 249 | 54 288 | 55 576 | 54 442 |

## Organisation

### Siège
Le siège de la communauté de communes est à Bernay. Depuis octobre 2023, ses bureaux y sont situés 1025, route de Broglie.

### Élus
La communauté de communes est administrée par son conseil communautaire, composé pour la mandature 2020-2026 de 128 conseillers municipaux représentant chacune des  communes membres et répartis en fonction de leur population de la manière suivante : 

- 15 délégués pour Bernay ;

- 7 délégués pour Mesnil-en-Ouche ;

- 6 délégués pour Brionne ;

- 4 délégués pour Beaumont-le-Roger ;

- 3 délégués pour Nassandres-sur-Risle, Serquigny ;

- 2 délégués pour Goupil-Othon, Menneval, Treis-Sants-en-Ouche ;

- 1 délégué ou son suppléant pour les autres communes.

Au terme des élections municipales de 2020 dans l'Eure, le conseil communautaire renouvelé a élu le 13 juillet 2020 son nouveau président, Nicolas Gravelle, conseiller municipal de Saint-Aubin-le-Vertueux, et désigné ses 12 vice-présidents, qui sont,, : 
1. Marie-Lyne Vagner, maire de Bernay, délégué à  l’action sociale et aux solidarités ;
2. Jean-Louis Madelon, maire de Mesnil-en-Ouche, délégué au développement durable ;
3. Louis Choain, maire-adjoint de Bernay, délégué au développement économique et à l'attractivité du territoire ;
4. Jean-Pierre Le Roux, maire de Beaumont-le-Roger, 4e vice-président, chargé du tourisme ;
5. Myriam Duteil, élue de Saint-Pierre-de-Salerne, déléguée aux finances à la contractualisation, au pilotage et prospectives budgétaires et à la commande publique ;
6. Jean-Jacques Prévost, maire-adjoint de Mesnil-en-Ouche, délégué à la ruralité et au développement agricole territorial ;
7. Frédéric Delamare, maire de Serquigny,  délégué à l’urbanisme, à l’aménagement numérique et à la mobilité ;
8. Camille Dael, élue de Bernay, déléguée aux ressources humaines et à la formation des élus ;
9. Pascal Didtsch, élu de Bernay, délégué à la culture, au sport, au patrimoine et aux actions éducative ;
10. Yves Ruel, maire de Saint-Paul-de-Fourques, délégué à l’assainissement collectif et non collectif ;
11. Valéry Beuriot, maire de Brionne, délégué aux déchets ménagers, à l’habitat, à l’aire d’accueil des gens du voyage et aux terrains familiaux locatifs ;
12. Patrick Hautechaud, maire de Capelle-les-Grands, délégué à la voirie, aux espaces verts, au patrimoine foncier, à la fourrière animale et à la station-service.

Le bureau communautaire pour la mandature 2020-2026 est constitué du président, des vices-présidents et de cinq conseillers communautaires délégués.

### Liste des présidents
| Période      | Période                        | Identité              | Étiquette | Qualité |
| ------------ | ------------------------------ | --------------------- | --------- | --- |
| janvier 2017 | juillet 2020                   | Jean-Claude Rousselin | UMP → LR  | Retraité Maire de Rouge-Perriers (2001 → ) Président de la CC Intercom Risle et Charentonne (? → 2016)                                                      |
| juillet 2020 | En cours (au 30 novembre 2023) | Nicolas Gravelle      | DVD       | Conseiller municipal de Saint-Aubin-le-Vertueux Conseiller départemental de Bernay (2021 → ) Président du syndicat mixte Eure Normandie numérique (2020 → ) |

### Compétences
La communauté de communes exerce les compétences qui lui ont été transférées par les communes membres, dans les conditions définies par le code général des collectivités territoriales. En 2023, il s'agit de : 
- Aménagement de l’espace : schéma de cohérence territoriale (SCoT) ; zones d’aménagement concerté (ZAC) d’intérêt communautaire et schéma de secteur.
- Actions de développement économique : zones d’activité ; politique locale du commerce et soutien aux activités commerciales d’intérêt communautaire ; promotion du tourisme, dont la création d’offices de tourisme, garanties d'emprunts ;
- Aires d’accueil des gens du voyage et des terrains familiaux locatifs ;
- Collecte et traitement des déchets des ménages et déchets assimilés
- Gestion des milieux aquatiques et prévention des inondations (GEMAPI) : aménagement d’un bassin ou d’une fraction de bassin hydrographique ; entretien et aménagement d’un cours d’eau, canal, lac ou plan d’eau, et leurs  accès ; défense contre les inondations et contre la mer ; protection et la restauration des sites, des écosystèmes aquatiques et des zones humides ainsi que des formations boisées riveraines.

- Politique du logement et du cadre de vie : logement social d’intérêt communautaire,  logement des personnes défavorisées, programme local de l’habitat (PLH), opérations programmées d’amélioration de l’habitat (OPAH).
- En matière de politique de la ville : diagnostic du territoire, définition des orientations du contrat de vi, animation et coordination des dispositifs contractuels de développement urbain, de développement local et d’insertion économique et sociale ainsi que des dispositifs locaux de prévention de la délinquance ; programmes d’actions définis dans le contrat de ville.
- Voirie d’intérêt communautaire
- Équipements culturels et sportifs d’intérêt communautaire
- Action sociale d’intérêt communautaire
- Maisons de services au public ;
- Protection et mise en valeur de l’environnement, le cas échéant dans le cadre de schémas départementaux, et soutien aux actions de maîtrise de la demande d’énergie et au développement des énergies renouvelables
- Assainissement des eaux usées (assainissement collectif et non collectif)
- Maîtrise des eaux de ruissellement et lutte contre l’érosion des sols ;
- Animation et concertation dans le domaine de la gestion et de la protection de la ressource en eau et des milieux aquatiques dans un sous-bassin ou un groupement de sous-bassins, ou dans un système aquifère, correspondant à une unité hydrographique. Elle porte l’animation du SAGE des bassins versants des Risle et Charentonne et du bassin versant de l’Iton.
- Aménagement numérique, notamment par l'adhésion au Syndicat Mixte Eure Normandie Numérique.
- Transports et mobilité :  transports scolaires, périscolaires et parascolaires. Elle réalise des prestations de services de transports de personnes dans le cadre de sa régie de transports ;  actions revêtant un intérêt communautaire favorisant les modes de déplacements terrestres non motorisés ainsi que les circulations douces destinées au maillage intercommunal par des cheminements piétons et des liaisons cyclables ; actions revêtant un intérêt communautaire favorisant les usages partagés des véhicules terrestres à moteurs relatifs au covoiturage, à l’autopartage ou à d’autres dispositifs poursuivant le même objectif ; service d’information aux usagers et de conseil en mobilité pour renforcer et développer
- Santé : opérations de prévention en faveur de la santé, dans le cadre d’un contrat local de santé et accompagnement de la création des maisons de santé pluridisciplinaires figurant au titre des actions de son projet de territoire.
- chemins de randonnée et voies vertes : création, l’aménagement, la signalisation, le balisage et l’entretien des circuits de randonnées d’intérêts touristiques et balisés ou classés en tant que tels, définis par délibération du conseil communautaire. Cet intérêt touristique est défini par délibération du conseil communautaire  (entretien courant de la voie verte Evreux / Pont-Authou sur le tronçon traversant son territoire et de la voie verte Bernay-Broglie ainsi que des équipements connexes afférents (parking, aire de pique-nique, mobilier urbain, parcours de santé, sanitaires…).
- Politique locale de soutien et de promotion de l’agriculture en complément des dispositifs régionaux
- Action éducative : financement des réseaux d’aide aux élèves en difficulté (R.A.S.E.D.) pour le fonctionnement pédagogique et les investissements pédagogiques ; initiation à la natation et le transport vers les piscines des élèves des écoles primaires et maternelles du territoire ; intervenants en milieu scolaire dans les écoles primaires et maternelles publiques du territoire qui exerceront leur mission en fonction des demandes des professeurs des écoles et après agrément de l’Éducation Nationale, en lien avec les mairies concernées.
- Animation sportive et culturelle : promotion de l’ensemble des manifestations évènementielles culturelles et sportives favorisant l’attractivité et le rayonnement du territoire ;  programme d’actions culturelles et sportives communautaires.
- développement de la communication au sein des communes membres et vis-à-vis des partenaires extérieurs.
- Station-service 24h/24
- Fourrière animale

### Régime fiscal et budget
La communauté de communes est un établissement public de coopération intercommunale à fiscalité propre.
Afin de financer l'exercice de ses compétences, l'intercommunalité perçoit la fiscalité professionnelle unique (FPU) – qui a succédé à la taxe professionnelle unique (TPU) – et assure une péréquation de ressources entre les communes résidentielles et celles dotées de zones d'activité.
L'intercommunalité bénéficie d'une bonification de sa dotation globale de fonctionnement (DGF)  et collecte la taxe d'enlèvement des ordures ménagères (TEOM), qui finance ce service public.
Elle ne reverse pas de dotation de solidarité communautaire (DSC) à ses communes membres.

## Projets et réalisations
Conformément aux dispositions légales, une communauté de communes a pour objet d'associer des « communes au sein d'un espace de solidarité, en vue de l'élaboration d'un projet commun de développement et d'aménagement de l'espace ».